# Eduardo José López
Eduardo José López (19 de marzo de 1954-29 de junio de 2018) fue un director deportivo argentino, presidente del Club Atlético Newell's Old Boys de Rosario desde diciembre de 1994 a diciembre de 2008.

## Biografía
Arribó al club leproso del Parque Independencia a principios de la década de 1990, colaborando con dinero para el fútbol de salón de la institución rojinegra. Con el tiempo, su figura dentro del club fue creciendo, al punto que llegó a presentarse a las elecciones de 1994, las cuales ganó en diciembre de dicho año.
El 14 de diciembre de 2008, el voto mayoritario de los socios hizo que Guillermo Lorente —candidato opositor por el Movimiento Leproso o Mo. Le.— lo derrotara con el 67 % de los votos.
Existió controversia en torno a su gestión, debido —entre otras cosas— a que la última elección presidencial de Newell's Old Boys había sido en 1994, y desde entonces no se habían vuelto a celebrar las mismas. Los argumentos han sido desde impugnación de listas opositoras a amparos judiciales.
Debido a esto, en 2008 se convirtió en el presidente del Club Atlético Newell's Old Boys con más tiempo en el cargo de la historia del club, totalizando 14 años consecutivos al frente de la institución, y superando así a Humberto Semino con 13 años a cargo de la presidencia. Dejando al club en un estado calamitoso y sin actividad social.

## Reformas al estadio
Uno de sus actos de gobierno más significativo fue la realización en 1996 de la obra de remodelación del estadio de Newell's Old Boys, El Coloso del Parque.
El estadio sufrió una gran transformación que incluyó importantes reformas, y que culminó con la inauguración de dos nuevas bandejas —una platea alta y una popular alta— y las reformas de la plateas baja del museo y la popular del hipódromo, albergando finalmente una capacidad de 38 000 espectadores. Las reformas incluyeron también un sistema de riego por aspersión, la actualización de las luminarias, la incorporación de cuatro torres de alumbrado, la ampliación del campo de juego a su actual 105 m x 70 m, y la incorporación de sistemas de seguridad y vigilancia.
Debido a las comodidades del nuevo estadio, en conjunto con ciertas normativas internacionales vigentes (poseer 4 vestuarios), la FIFA lo designó como una de las sedes de la Copa Mundial de Fútbol Sub-20 de 2001, disputada en Argentina.

## Palmarés bajo su mandato
Luego de varios años de magros resultados, López consiguió armar un equipo competitivo de cara al Torneo Apertura 2004. Entre las incorporaciones más rutilantes, se destacaron las de Ariel Ortega —proveniente de Turquía—, Justo Villar —del Club Libertad de Paraguay—, Mário Jardel —Ancona, de Italia—, Rubén Capria y Julián Maidana.
En adición logró mantener al frente del equipo a Américo Gallego como entrenador. Así, Newell's Old Boys logró obtener el campeonato, y su coronación - la quinta  en la historia rojinegra por torneos de Ligas nacionales de AFA, y el octavo galardón nacional de AFA en la historia, si se incluyen las copas oficiales.

## Hechos de Corrupción
Existe controversia en torno a la gestión, debido a que la última elección presidencial de Newell's Old Boys había sido en 1994, y desde entonces no se habían vuelto a celebrar las mismas. Los argumentos han sido desde impugnación de listas opositoras a amparos judiciales. Estos eventos y lo mencionado a continuación empobrecieron la imagen de López, quien tras haber dejado su cargo aún hoy es alguien muy mal visto por la mayor parte del ambiente del fútbol argentino, no solo por la afición de Newell's Old Boys, sino también de los demás clubes de ese país.
Existen también fuentes que cuestionaron el accionar de la Comisión Directiva, sosteniendo que no hacían públicas las recaudaciones de los encuentros, y que se apoyan en grupos de barrabravas para permanecer en el poder de manera ilegítima.   En el año 2006, el diario Clarín publicó un informe donde reveló que los barrabravas del club tienen en su poder la administración del estadio cubierto aledaño al Estadio El Coloso del Parque, a la vez que pusieron en evidencia que los mismos son parte del manejo de pases de futbolistas de las divisiones inferiores.
En adición, López era cuestionado por haber desmantelado las actividades extrafutbolísticas del club por considerarlas deficitarias, como ser los deportes amateur —baloncesto, hockey, patín, judo—, y las instalaciones aledañas al estadio que solían ser parte del club —parrillas, piscina de natación, canchas de tenis—. Al día de hoy, dichas actividades amateur se encuentran organizadas por subcomisiones ajenas a la administración del club, y en algunos casos hasta realizan sus entrenamientos en predios ajenos al club.
En relación con el baloncesto, si bien su popularidad en el club distaba mucho de la del fútbol profesional, el mismo era considerado el segundo deporte en importancia, aun siendo amateur. Entre los años 1996 y 1999, Newell's Old Boys disputó el Torneo Nacional de Ascenso, 2.° división de la Liga Nacional de Básquet, llegando en el año 1998 a disputar la final por el ascenso frente al Club Belgrano de San Nicolás. Al año siguiente, López vendió la plaza de Newell's Old Boys en el TNA, al considerar que el básquet del club le generaba grandes pérdidas económicas. Desde ese entonces dicha actividad se ha realizado en forma amateur, disputando apenas la 2.° división en los campeonatos de la Asociación Rosarina de Básquet.
Durante el mandato de López y, bajo la modalidad de asociarse como «socio de estadio», la cantidad de socios del club ascendió de 30 000 a 55 000, pero viendo la vida social del club claramente disminuida. La modalidad de «socio de estadio» permitió que los ingresos a las tribunas populares —en las cuales se mira el encuentro de pie— tuvieran un costo semestral equivalente al de una sola entrada tradicional. Las críticas a esta modalidad de ingreso se enfocaron en que los sectores de barrabravas se verían beneficiados con el ingreso más barato y mantendrían su lealtad al actual presidente.
En 2004, los padrones de socios del club fueron embargados por la justicia debido a irregularidades presentadas en años anteriores. Los mismos constan el ingreso de 10 000 socios en un solo día de 2001 y la desaparición de 20 000 números de socios —que van entre los 180 000 y 200 000—.
La sumatoria de todos estos hechos ha generado controversia y malestar entre los socios, hinchas y exfutbolistas de la institución. A partir del año 2007, los hinchas del club comenzaron a movilizarse en pos de la realización de las elecciones, mediante marchas a lo largo de la ciudad de Rosario, conllevando también problemas con los grupos de barrabravas oficialistas. Varios exfutbolistas del club apoyaron también estos movimientos, con el objetivo de encabezar las listas opositoras.
Entre los exfutbolistas de Newell's Old Boys que se opusieron a López destacan dos históricos del club, Marcelo Bielsa —exentrenador de la Selección Argentina y de la Selección Chilena— y Gerardo Martino —exentrenador de la Selección Paraguaya y de la Selección Argentina—. También se suma a la lista de «personalidades famosas» el excanciller de Argentina, Rafael Bielsa, quien llegó a declarar que «López es el único presidente de facto que queda en el país».
A principios de 2008, los sectores opositores a la presidencia enviaron una carta al gobernador de la Provincia de Santa Fe, Hermes Binner, denunciando una serie de irregularidades de la gestión oficial, solicitando la intervención del club, e instando al llamado a elecciones.
Finalmente, el domingo 14 de diciembre de 2008, cerca de 6000 socios del club votaron en las elecciones presidenciales en Newell´s y por amplia mayoría eligieron a Guillermo Lorente —67 % de los votos— por sobre López. Esto significó el final de sus 14 años ininterrumpidos al mando del club del Parque Independencia.
Se estima que la gestión de Eduardo López dejó una deuda al club de 70 millones de pesos. El expresidente se enfrentó a varias causas penales por administración fraudulenta.